# Maitreyanatha
Maitreyanatha (skt.: Maitreyanātha; tib.: byams pa'i mgon po; deutsch: Beschützer Maitreya, auch: der von Maitreya beschützt wird) gilt neben Asanga und Vasubandhu als einer der drei Gründer der Yogacara-Schule buddhistischer Philosophie.
Ob Maitreyanatha ein Zeitgenosse und Lehrer Asangas im 4. Jahrhundert war, oder ob Asanga unter dem spirituellen Namen Maitreyanatha geschrieben hat, ist nicht geklärt. Im chinesischen und im tibetischen Buddhismus werden eine unterschiedliche Anzahl von Werken Maitreyanatha zugeschrieben. Am bekanntesten sind die Fünf Dharmas des Maitreya (tib.: byams chos sde lnga).